# Riveris (Fluss)
Die Riveris ist ein etwas über 13 km langer, rechter und südlicher Nebenfluss der Ruwer in Rheinland-Pfalz. Sie wird durch die 1953 erbaute Riveristalsperre aufgestaut, die u. a. der Wasserversorgung der Stadt Trier dient. Die Riveris zählt zu den grobmaterialreichen silikatischen Mittelgebirgsbächen.
Sie ist ein Gewässer II. Ordnung von der Mündung in Waldrach bis zum Zufluss des Kallerbaches bei Bonerath.

## Name
Der Fluss wird um das Jahr 1200 als Rûverisene erstmals schriftlich erwähnt. Der Name leitet sich vom Flussnamen Ruwer mit dem Suffix -isa (*Ruveris) ab.

## Geographie

### Verlauf
Die Riveris entsteht durch den Zusammenfluss von Eschbach und Misselbach auf einer Höhe von 397 m ü. NHN. 
Der längere Eschbach entspringt im Osburger Wald an der Westflanke der Hohen Wurzel (669 m) auf einer Höhe von 600 m ü. NHN. 
Bis zur Riveristalsperre fließt der Bach überwiegend in westliche Richtungen und wendet dann seinen Lauf nach Norden. Einzige durchflossene Ortschaft am Bach ist das gleichnamige Riveris. Nach einer Flussstrecke von insgesamt 13,3 km mündet das Gewässer von rechts auf 164 m ü. NHN in die Ruwer. Vorher durchläuft sie ein Gefälle von 436 m, im Mittel 32,8 ‰. Die Riveris entwässert ein 28,866 km² großes Einzugsgebiet über Ruwer, Mosel und Rhein zur Nordsee.

### Nebenflüsse
Wichtigster Nebenfluss der Riveris ist mit einem Einzugsgebiet von 7,455 km² der Bausbach. 
Im Folgenden werden die Nebenflüsse der Riveris in der Reihenfolge von der Quelle zur Mündung aufgeführt. Genannt wird jeweils die orografische Lage der Mündung, die Länge, die Größe des Einzugsgebietes, die Mündungshöhe und die Gewässerkennzahl. Die Daten erfolgen nach dem GeoExplorer der Wasserwirtschaftsverwaltung Rheinland-Pfalz (Hinweise).
| Name          | Lage   | Länge [km] | Einzugsgebiet [km²] | Mündungshöhe [m ü. NHN] | DGKZ      |
| ------------- | ------ | ---------- | ------------------- | ----------------------- | --------- |
| Altweiherbach | links  | 1,8        | 2,532               | 460                     | 26568-2   |
| Edriesbach    | links  | 1,2        | 1,881               | 447                     | 26568-32  |
| Misselbach    | rechts | 3,2        | 3,693               | 397                     | 26568-4   |
| Kallerbach    | links  | 1,2        | 0,889               | 333                     | 26568-6   |
| Thielenbach   | rechts | 2,9        | 3,720               | 323                     | 26568-72  |
| Ralietbach    | rechts | 0,6        | 0,886               | 257                     | 26568-792 |
| Bausbach      | rechts | 3,8        | 7,455               | 185                     | 26568-8   |
| Falleterbach  | rechts | 2,4        | 1,648               | 165                     | 26568-92  |

## Naturdenkmäler
Das Tal der Riveris ist reich an Quarzitfelsen wie etwa dem Langenstein (Gemarkung Morscheid) und dem Weißenstein in der Nähe des Festplatzes der Gemeinde Riveris, die Naturdenkmale sind.

## Wassergüte
Die Gewässerstrukturgüte der Riveris wird von der Quelle bis zur Riveristalsperre überwiegend als gering verändert bis mäßig verändert angegeben. Einige Abschnitte sind jedoch auch als deutlich bis stark verändert eingestuft, vollständig verändert selbstverständlich der Bereich der Talsperre. Unterhalb der Talsperre gilt die Gewässerstruktur überwiegend als mäßig bzw. deutlich verändert. Die Ortslage Riveris wiederum ist wieder vollständig verändert.
Nach Gewässergüte ist der Fluss bis zur Ortslage von Riveris unbelastet, danach gering belastet (Stand 2005).

## Mühlen
An der Riveris lagen oder liegen die Obere und die Untere Osburger Mühle im Bereich der heutigen Talsperre, die Feilensmühle, die Riveriser Mühle, die Schneidemühle/Lauers Mühle, die Schmelzmühle und die Schleifmühle.

## Sonstiges
Am Oberlauf der Riveris befand sich bis zur Mitte des 19. Jahrhunderts auf einer Höhe von etwa 450 m ü. NHN kurz nach dem Zusammenfluss von Altweiherbach und Eschbach die zu Osburg gehörende Waldhüttensiedlung Neuwies.